# Grażyna Dąbrowska
Grażyna Władysława Dąbrowska (ur. 28 listopada 1921 w Warszawie, zm. 12 maja 2016 tamże) – polska etnografka, pedagożka, choreografka, etnochoreolożka; badaczka polskich tańców ludowych, doktorka nauk humanistycznych; główna przedstawicielka etnochoreologii polskiej.

## Życiorys

### Życie prywatne
Przyszła na świat jako córka inteligentów Marcelego i Lucyny z Markiewiczów Dąbrowskich. Ojciec w okresie międzywojennym był inicjatorem i pionierem edukacji penitencjarnej przez sztukę. Napisał Słownik gwary więziennej ceniony przez językoznawców i etnografów. W latach 1925–1935 mieszkała we wsi Głazie w powiecie wieluńskim, potem tam, gdzie akurat się uczyła albo pracowała. W 1948 przeprowadziła się na stałe do Warszawy.
Nigdy nie wyszła za mąż.

### Edukacja
W 1932 skończyła naukę w klasie wstępnej Pelagii Zasadzińskiej w Wieluniu, do I klasy gimnazjum, którą ukończyła w 1934, chodziła w Kępnie, a następnie skończyła Państwowe Gimnazjum i Liceum im. Adama Mickiewicza w Lublińcu. Maturę napisała już po II wojnie światowej. W czasie nauki w gimnazjum i liceum angażowała się w edukację artystyczną przez teatr i sztukę. Studia na Wydziale Humanistycznym Wyższej Szkoły Pedagogicznej w Łodzi skończyła w 1949, następnie studiowała etnografię na Uniwersytecie Warszawskim (1957) i Uniwersytecie Wrocławskim (1965). Obroniła pracę magisterską napisaną prof. Adolfa Nasza, a poświęconą tańcom Kurpiów Puszczy Zielonej. Ukończyła kursy pedagogiczne w Tomaszowie Mazowieckim. W latach 1957–1961 uczestniczyła w kursach kinetografii organizowanych przez R. Langego pod patronatem Ministerstwa Kultury i Sztuki. W 1964 uzyskała uprawnienia pedagogiczne w zakresie kinetografii.

### Praca zawodowa
Po wojnie do 1948 pracowała jako instruktorka teatralna i taneczna w wiejskich szkołach powszechnych, głównie w świetlicach. W latach 1945–1946 była zatrudniona w szkole podstawowej i Uniwersytecie Ludowym w Ossowicach. Reżyserowała i tworzyła dziecięce widowiska teatralne oraz cykl edukacyjny o tańcach polskich dla dzieci i młodzieży. Tańczyła w amatorskich zespołach teatralnych. W latach 1948–1949 pracowała w szkole podstawowej dla dorosłych w Łodzi. Następnie, jednocześnie studiując, pracowała w oświacie artystycznej: była inspektorką ds. artystycznych w Zarządzie Wojewódzkim Związku „Samopomoc Chłopska” w Warszawie, wizytatorką artystyczną zajęć pozalekcyjnych w szkołach, kierowniczką działu tańca w Centralnym Ośrodku Metodyki Upowszechniania Kultury przy Ministerstwie Kultury i Sztuki, gdzie prowadziła kursy taneczne dla nauczycieli i instruktorów. Podobną pracę wykonywała w Zakładzie Teorii i Metodyki Wychowania Muzyczno-Ruchowego Akademii Wychowania Fizycznego w Warszawie oraz w Centralnej Poradni Artystycznej Ruchu Amatorskiego.
W 1948 prowadziła studencki zespół tańca ludowego w Wyższej Szkole Pedagogicznej w Łodzi, następnie w latach 1949–1951 zespoły dziecięce w szkole podstawowej nr 1 w Warszawie, w latach 1952–1966 zespół tańca ludowego Młodzieżowego Ośrodka Profilaktyki i Psychoterapii w szkołach zawodowych w Warszawie, a w latach 1961–1969 studencki zespół „Korowód” na Uniwersytecie Warszawskim.
Była uczestniczką, a później wykładowczynią i instruktorką kursów teatralnych organizowanych w latach 1946–1949 przez Ministerstwo Oświaty oraz Związek Teatrów i Chórów Ludowych. Odbyły się w Morągu, Łebie, Kartuzach i Płocku dla kadry pedagogicznej. Stworzyła i reżyserowała zespoły i widowiska folklorystyczne (m.in. „Koncerty mazowieckie” na Ogólnopolskim Festiwalu Folklorystycznym w Płocku w latach 1972–1979; 12 koncertów „Pieśń Ojczystej Ziemi” w Filharmonii Narodowej w Warszawie w latach 1991–1997). Do 1972 była jurorką Festiwalu Naddunajskiego na Węgrzech, sędziowała też festiwale folklorystyczne w Chorwacji. Od 1972 była członkinią etnochoreologicznej grupy studyjnej Międzynarodowej Rady Muzyki Ludowej (International Folk Music Council, później International Council for Traditional Music – ICTM), organizacji działającej pod patronatem UNESCO w obrębie etnomuzykologii i etnochoreologii. Brała udział w licznych konferencjach naukowych oraz seminariach (nierzadko jako jedyna osoba z Polski), z których dwa zorganizowała w Polsce (w 1976 w Zaborowie o analizie i klasyfikacji tańców ludowych oraz w 1994 w Skierniewicach o związkach tańca z obrzędami i muzyką). Seminaria zaowocowały cenionymi przez środowisko naukowe publikacjami. Współpracowała z Europejskim Instytutem Folkloru w Budapeszcie oraz Instytutem Muzykologii Węgierskiej Akademii Nauk. W 2012 w uznaniu zasług ICTM przyznała jej członkostwo honorowe.
Od 1966 była członkinią Sekcji Autorów Dzieł Choreograficznych Stowarzyszenia Autorów ZAiKS. W 1989 założyła Polskie Towarzystwo Etnochoreologiczne, któremu przewodniczyła przez 16 lat. Towarzystwo wydawało biuletyn, jedyne polskie pismo naukowe poświęcone etnochoreologii. W 2014 była członkinią komitetu honorowego Roku Kolberga.

### Praca naukowa
Była pionierką etnochoreologii w Polsce. Opracowała warsztat badawczy dla tej dziedziny. W latach 1968–1981 była pracownicą naukową Instytutu Sztuki Polskiej Akademii Nauk w Warszawie. Przywróciła działalność sekcji badań i dokumentacji tańca ludowego. W całym kraju prowadziła wieloletnie i systematyczne badania etnochoreograficzne. Dokumentowała polskie tańce ludowe. W 1973 obroniła pracę doktorską Taniec ludowy na Mazowszu (wydaną w 1980 w postaci książki wraz z zapisami nutowymi muzyki i ruchu tanecznego, tzw. kinetogramami). Wykładała na studiach podyplomowych w Instytucie Archeologii i Etnologii Uniwersytetu Mikołaja Kopernika w Toruniu, a w latach 1985–1992 na Podyplomowym Studium Folklorystycznym Ministerstwa Kultury i Sztuki w Nowym Sączu.

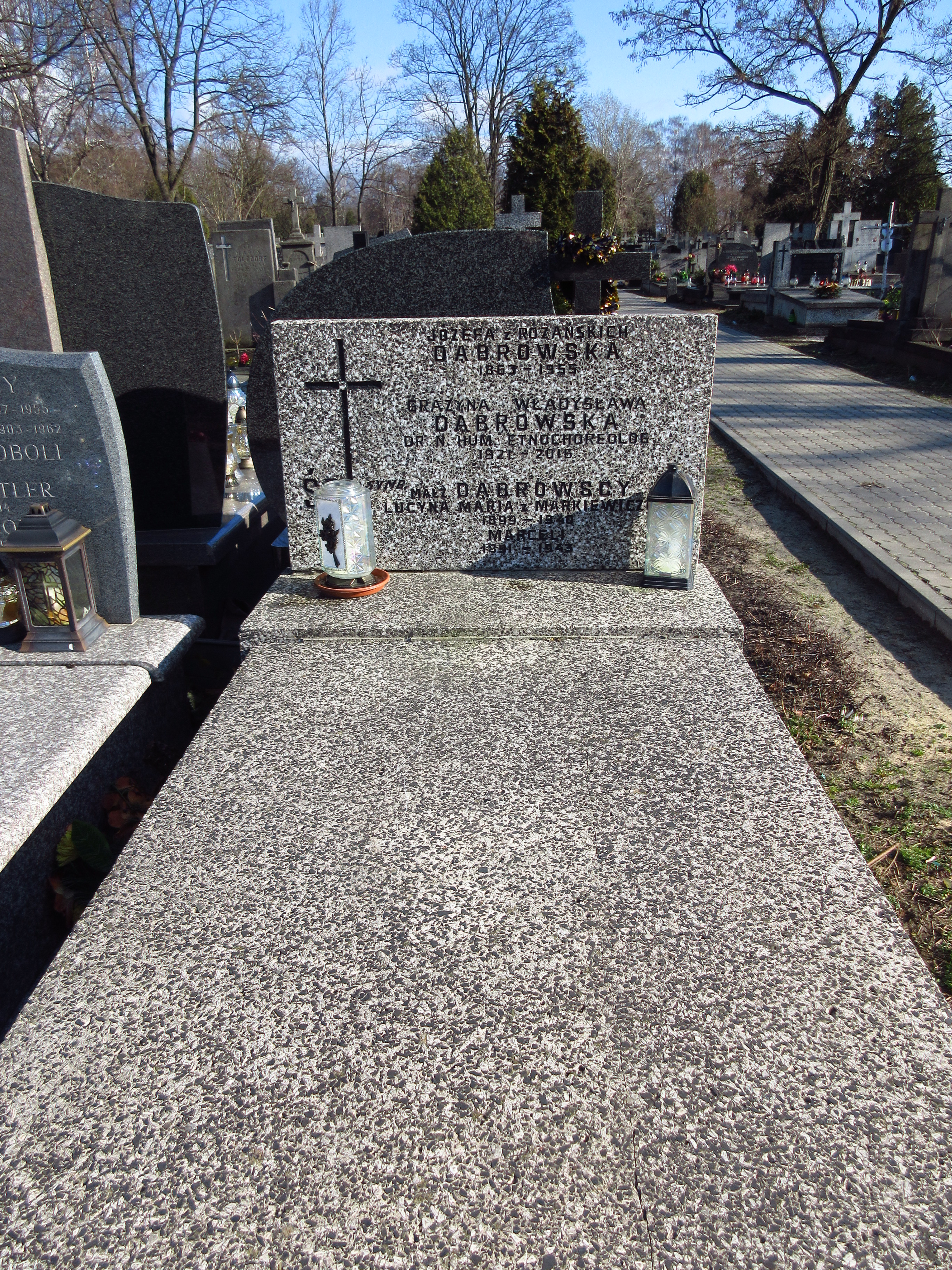
Grób Grażyny Dąbrowskiej na Cmentarzu Bródnowskim

Szczególnie dużo uwagi poświęciła Warszawie, Mazowszu Płockiemu, Kurpiom Puszczy Zielonej i Puszczy Białej oraz Mazowszu Południowemu i Wschodniemu. Od 1946 prowadziła edukację artystyczną młodzieży wiejskiej na Kurpiach Zielonych, która zaowocowała pracą dyplomową o tańcach kurpiowskich. Z grupą 70 osób ze wsi Kadzidło, Wykrot i Olszyny stworzyła „Wesele kurpiowskie” wystawione na światowym festiwalu „Folklor ‘75” organizowanym w Belgii pod patronatem UNESCO. Przedstawienie zaprezentowano w skansenie belgijskim w Bokrijk koło Genk w Limburgii. Wcześniej widowisko zostało pokazano w Forcie Bema w Ostrołęce oraz w Płockim Amfiteatrze na Festiwalu Folklorystycznym Ziem Nadwiślańskich. Z zespołem z Czarni przygotowała i wystawiła widowisko na ogólnopolskich dożynkach we Wrocławiu. W połowie lat 60. XX wieku nagrała film Tam gdzie gziody i leluje, pomagała Tadeuszowi Samslowi w prowadzeniu zespołu Carniacy. W 1985 ukazała się jej książka Wesele kurpiowskie. W 1997 z okazji 60. rocznicy śmierci Karola Szymanowskiego, który opracował pieśni kurpiowskie na fortepian, doprowadziła do wystawienia Wesela na Kurpiach w Filharmonii Narodowej. Był to ostatni koncert z cyklu „Pieśń Ojczystej Ziemi”. Wystąpiła tam m.in. Apolonia Nowak, ceniona śpiewaczka kurpiowska.
W 1979 na strychu Opery Paryskiej odnalazła wysłane z Polski do Archives Internationales de la Danse w Paryżu eksponaty, które były prezentowane na Wystawie Światowej w 1937. Były to miniatury wykonane w latach 30. XX w. w skali 1:10 ukazujące pary tańczące wybrane tańce ludowe z Polski, przygotowane pod okiem prof. Cezarii Baudouin de Courtenay Ehrenkreutz Jędrzejewiczowej na Uniwersytecie Warszawskim. Wsparcie projektu zapewnili: choreolog Stanisław Głowacki, choreografki Zofia Kwaśnicowa i Janina Mieczyńska, plastyczka Janina Wasiewicz, etnografka Irena Karpińska i muzykolog Julian Pulikowski. Eksponaty wróciły do Polski w 1991 m.in. dzięki staraniom Grażyny Dąbrowskiej. W 2008 kilka wybranych makiet zostało poddanych konserwacji, a w latach 2009–2011 prowadzono prace nad wyeksponowaniem zbioru. Modele są prezentowane na wystawie stałej Czas świętowania w Państwowym Muzeum Etnograficznym w Warszawie. Wcześniej były pokazywane na wystawie czasowej Sztuka, balet, etnografia w tymże muzeum.

### Miejsce spoczynku
Pochowana na cmentarzu Bródnowskim w Warszawie (kwatera 69H-2-31).

## Publikacje
Napisała wiele książek, w tym w 1991 największy wybór polskich tańców ludowych Tańcujże dobrze. Tańce polskie. Po wydaniu Krakowiaka, monografii jej autorstwa (1952), Ośrodek Instrukcyjno-Metodyczny Ministerstwa Kultury i Sztuki podjął się publikowania drukiem opisów tańców polskich. W roku 1968 i latach 1971–1972 w dwóch tomach ukazały się Obrzędy i zwyczaje doroczne jako widowisko Dąbrowskiej, w 1975 pierwszy tom monografii Folklor Mazowsza, w 1977 Folklor na scenie, w 1979 W kręgu polskich tańców ludowych. W 2005 wydano leksykon Taniec w polskiej tradycji autorstwa Dąbrowskiej, pierwsze po badaniach Oskara Kolberga opracowanie tradycji tańców ludowych w Polsce. W 2011 badaczka napisała Taniec okrągły, monografię polskich tańców narodowych (poloneza, mazura i oberka). Dąbrowska publikowała artykuły w polskich i zagranicznych czasopismach naukowych.

## Upamiętnienie
Została uhonorowana Srebrnym i Złotym Krzyżem Zasługi (1955), Odznaką „Zasłużony Działacz Kultury” (1975), Nagrodą im. Oskara Kolberga (1987), doroczną nagrodą Ministra Kultury i Dziedzictwa Narodowego w dziedzinie upowszechniania kultury (2003) oraz Złotym Medalem „Zasłużony Kulturze Gloria Artis” (2011), a poza tym Krzyżem Kawalerskim Orderu Odrodzenia Polski, Medalem Pamiątkowym X Festiwalu Folkloru i Sztuki Ludowej w Płocku i Nagrodą im. Zygmunta Glogera.

## Spuścizna
Jej archiwum (zdjęcia, filmy, zapisy w kinetografach i na taśmie magnetofonowej) jest zdeponowane w Instytucie Sztuki Polskiej Akademii Nauk. Część bogatej dokumentacji pieśni i obrzędów kurpiowskich w postaci taśm magnetowidowych i magnetofonowych przekazała Miejskiej Bibliotece Publicznej w Ostrołęce.